# محصول معمر
المحاصيل المعمرة هي محاصيل - على عكس المحاصيل السنوية - لا تحتاج إلى إعادة زراعتها كل عام. بعد الحصاد، تنمو تلقائيًا مرة أخرى. من خلال القضاء على إعادة الزرع، يمكن للمحاصيل المعمرة أن تقلل من خسائر التربة السطحية بسبب التآكل، وتزيد من عزل الكربون البيولوجي بسبب تقليل الحراثة المزعجة للتربة، وتقلل إلى حد كبير من تلوث مجاري المياه من خلال الجريان السطحي الزراعي بسبب إدخال النيتروجين أقل.

## الآليات
- التحكم في التآكل : نظرًا لأن المواد النباتية (السيقان، التيجان، وما إلى ذلك) يمكن أن تظل في مكانها على مدار السنة، يتم تقليل تآكل التربة السطحية بسبب الرياح والأمطار / الري
- كفاءة استخدام المياه : نظرًا لأن هذه المحاصيل تميل إلى أن تكون أعمق وأكثر جذرًا ليفيًا من نظيراتها السنوية، فإنها قادرة على الاحتفاظ برطوبة التربة بشكل أكثر كفاءة، أثناء تصفية الملوثات (مثل النيتروجين الزائد) التي تنتقل إلى مصادر المياه الجوفية.
- كفاءة تدوير المغذيات : نظرًا لأن النباتات المعمِّرة تستهلك العناصر الغذائية بكفاءة أكبر نتيجة لأنظمة جذرها الكبيرة، يلزم استكمال كميات منخفضة من العناصر الغذائية، خفض تكاليف الإنتاج مع تقليل المصادر الزائدة المحتملة لجريان السماد.
- كفاءة اعتراض الضوء: يؤدي تطوير المظلة السابقة ومدة الورقة الخضراء الأطول إلى زيادة كفاءة اعتراض الضوء الموسمي للنباتات المعمرة، وهو عامل مهم في إنتاجية النبات. [2]
- عزل الكربون : نظرًا لأن الأعشاب المعمرة تستخدم جزءًا أكبر من الكربون لإنتاج أنظمة الجذر، يتم دمج المزيد من الكربون في المواد العضوية للتربة، مما يساهم في زيادة مخزون الكربون العضوي في التربة. [1]

## أمثلة
- Miscanthus giganteus - محصول معمر ذو غلة عالية وإمكانية عالية لتخفيف غازات الدفيئة.
- عباد الشمس الدائم
- الحبوب المعمرة - تسمح أنظمة الجذر الأكثر اتساعًا بامتصاص الماء والمغذيات بكفاءة أكبر، مع تقليل التآكل بسبب المطر والرياح على مدار السنة.
- الأرز المعمر - حاليًا في مرحلة التطوير باستخدام طرق مماثلة لتلك المستخدمة في إنتاج عباد الشمس المعمر، يعد الأرز المعمر بتقليل إزالة الغابات من خلال زيادة كفاءة الإنتاج عن طريق إبقاء الأراضي التي تم تطهيرها من مرحلة الإراحة لفترات طويلة من الزمن.